# 綜藝大亨 (中視)
《綜藝大亨》是中國電視公司綜藝節目，製作單位是中華製作公司，製作人是楊琴玲，導演是李典勇，主持人是張菲，播出期間為1987年5月28日至1987年10月8日每星期四21點30分至23點整，共19集。

## 概述
《綜藝大亨》於1987年5月6日下午開鏡，是中華製作公司為張菲開闢的綜藝節目，中華製作公司老闆邱偉航及二老闆俞凱爾甚至親自出席開鏡典禮。但是《綜藝大亨》只做了19集就草草結束，張菲甚至早已宣稱已對這個「實務與理想相差甚遠」、「與別台綜藝節目愈來愈像」的綜藝節目「沒有感覺」。